# Kiwarock Festival
 (avril 2015).
Si vous disposez d'ouvrages ou d'articles de référence ou si vous connaissez des sites web de qualité traitant du thème abordé ici, merci de compléter l'article en donnant les références utiles à sa vérifiabilité et en les liant à la section « Notes et références ».
Le Kiwarock Festival est né en 2006, à l'initiative du service club Kiwanis La Louvière La Louve au profit de leurs actions sociales. Celles-ci apportent, essentiellement, de l'aide à l'enfance défavorisée. 
La première édition s'est déroulée sur le parking du Hall des Expos de La Louvière. En 2007 et 2008, le festival s'est déroulé à la salle du foyer culturel "Le Scailmont" à Manage. Depuis 2011, la formule "festival" n'est plus. C'est maintenant sous la forme d'un concert avec une tête d'affiche et une première partie et se fait à la salle "Le Sablon" à Carnières.

## Artistes ayant participé
15 Reasons (2007) 

Arphaxad (2011) 

Be-Sides (2008) 

Cecila eyes (2007) 

Cédric Gervy (2006) 

Charlie don't surf (2008) 

Celo Tape (2007) 

Dancing Naked Ladies (2008) 

Eagles Road (2012) 

Été 67 (2006) 

Freaks (2007) 

G4 (2006) 

Melchior (2007) 

Mister Cover (2007/2011/2012) 

Monsoon (2008) 

Montevideo (2006) 

Pornorama (2008) 

Puggy (2008) 

Superamazoo (2007) 

Texas Trauma (2007) 

The Diplomat (2008) 

The Moon Invaders (2006)

## Prochaine édition
édition no 6 : pas encore de date. 

## Lieu
Salle "Le Sablon" à Carnières (Belgique).
Carnières se situe près de La Louvière, entre Mons et Charleroi.